# Parotis ankaratralis
Parotis ankaratralis là một loài bướm đêm trong họ Crambidae.